# Pedra rúnica de Kirkjubøur
La Pedra rúnica de Kirkjubøur (en feroés: Kirkjubøsteinurin), identificada com a fR 1 en la base de dades Rundata, és una pedra rúnica descoberta al 1832 a l'església de Sant Olaf, a la rodalia de la Catedral de Sant Magnus (Magnusdom) de Kirkjubøur, Streymoy, a les Illes Fèroe.
Juntament amb les pedres de Sandavágur i Fámjin, és una de les tres úniques pedres rúniques de les Illes Fèroe conegudes hui, i és el document escrit més antic que es conserva a les illes.(1)

## Descripció
Tot i ser 19 les runes gravades en la pedra, són difícils de distingir amb claredat, i per això fins hui el text no s'ha pogut desxifrar amb certesa. L'única part que té una mica de sentit són els darrers 12 caràcters. N'hi ha dues interpretacions que indiquen diferents èpoques en què la Pedra de Kirkjubøur es podria datar. La més acceptada n'és la de Marie Ingerslev Simonsen del 1959.(1)
En caràcters llatins
| « | i : uikuf(i) : uni : ruot | » |

En nòrdic antic:
| « | Vigulfi unni ró | » |

En català:
| « | Pau atorgada (a) Vígúlvur | » |

Segons Simonsen, la pedra és del segle xi, amb una acceptació general d'al voltant de l'any 1000, quan es produí la cristianització de les Illes Fèroe.(1)
Una interpretació anterior, però, feta per Ludvig Wimmer el 1887 constata:
En caràcters llatins:
| « | uftir hrua | » |

En nòrdic antic:
| « | eftir Hróa | » |

En català:
| « | D'acord amb Rói | » |

Wimmer, per la seua banda, data la pedra del segle ix, a l'inici de l'època vikinga de les Illes Fèroe. Les dues interpretacions, per tant, discrepen en el contingut (nom de la persona esmentada) i en el temps en què la Pedra de Kirkjubøur fou elaborada.(1)
Després de ser desenterrada, la pedra va ser exhibida en la mateixa església de Sant Olaf uns anys, fins que fou traslladada al Museu Nacional de Dinamarca en exposició permanent. Ara és de nou en terra feroesa, al Museu Nacional de les Illes Fèroe (Føroya Fornminnissavn), a Tórshavn.(1)